# Anaceratagallia laevis
Anaceratagallia laevis är en insektsart som beskrevs av Ribaut 1935. Anaceratagallia laevis ingår i släktet Anaceratagallia och familjen dvärgstritar. Utöver nominatformen finns också underarten A. l. acuteangulata.